# Валон
 Тази статия е за града във Франция.  За кантона вижте Валон (кантон).  За френския психолог вижте Анри Валон.
Валон (на френски: Valognes) е град в северозападна Франция, административен център на кантона Валон в департамент Манш на регион Нормандия. Населението му е около 6700 души (2015).
Разположен е на 47 метра надморска височина в Армориканските възвишения, на 18 километра югоизточно от Шербур ан Котантен и на 88 километра северозападно от Кан. Селището съществува от Античността и е тежко засегнато от Десанта в Нормандия през Втората световна война. Днес то образува малка агломерация, заедно с предградието Ивто Бокаж.

## Известни личности
Родени във Валон
- Пиер Льотурньор (1737 – 1788), преводач